# Regulador integrat
Un regulador integrat és un dispositiu electrònic creat per obtenir un valor de sortida desitjat sobre la base del nivell d'entrada, ja sigui mecànic o elèctric. Aquest consisteix a fixar el valor de la tensió de sortida, sent aquesta típicament de 9, 12, 15 o 18 V, en funció de l'entrada i les condicions de la pista. En general és un element de baixada i amb una dissipació de calor proporcional. Un exemple mecànic és una clau d'aigua on es regula el flux d'aigua que surt per ella. Un regulador elèctric es pot emprar en l'alternador d'un cotxe, per carregar la bateria elèctrica, o en un carregador d'un aparell on l'entrada és la línia elèctrica i un transformador, i obtenim a la sortida el voltatge requerit per l'aparell. Els reguladors són de dos tipus, fixos i ajustables, d'aquesta manera es pot tenir qualsevol gamma de tensions amb un baix cost. En sistemes de control calen valors fixos amb precisió dels nivells mil·lesimals en els quals els reguladors tenen un paper molt important. Exemples típics en què pugui servir d'ajuda un regulador poden ser un termòstat, un tanc d'aigua que necessita tenir un control programat perquè no vessament, etc. En general, aquest tipus de controladors s'usen en situacions de baixa complicació i poc precisos.